# 안티오케이아의 테오필로스

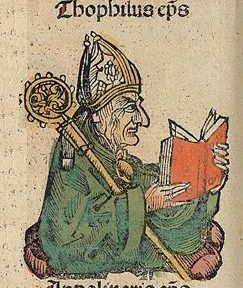

안디옥의 테오필로스 (그리스어: Θεόφιλος ὁ Ἀντιοχεύς)는 안티케이아의 대주교이다. 헨리 피네스 클린톤에 따르면, 169년 헤로스 주교의 후임으로 주교가 되었으며, 그의 후임은 183년에 계승한 막시미아노스 주교라고 한다, 이 연대는 단지 근사치일 뿐이다. 그러나 그의 죽음이 183년 혹은 185년 사이에 아마도 있을것으로 추정된다.
그의 글(유일하게 남아있는 것은 그의 변증 '아우톨리쿠스에게')은 그는 티그리스강와 유프라테스강에서 멀지 않은 곳에서 이교도로 태어났으며, 특히 성경의 예언서를 공부함으로써 기독교를 수용하게 되었다. 그는 그 참조는 그의 사무실에서 그의 기존 논문으며, 다른 어떤 사실을 자신의 삶에 기록된다. 기독교 역사가 에우세비오스에 의하면 그는 목자들을 사랑하고 이단들을 크게 공격하였는데 특별히 마르시온 비판에 대한 글을 썼다고 한다. 그가 기여한 분야는 기독교 문학, 논쟁, 주석, 그리고 변증에 대한 것이다. 윌리엄 샌데이(William Sanday)는 테오필루스는 이레니우스으로부터 시작하여 키프리안까지 기독교 문학가들의 선구자라고 한다.

## 작품
유세비우스와 제롬은 테오필루스의 많은 작품을 언급하였다.
1. Apologia addressed to Autolycus;
2. a work against the heresy of Hermogenes;
3. against that of Marcion;
4. some catechetical writings;
5. Jerome[7] 은 복음서와 잠언등에 대한 주석을 언급하지만 증명이 되지 못하고 있다.

### 삼위일체
테오필루스의 변호라는 책에서 가장 중요한 것은 그가 "삼위일체"(그리스어:τριάς trias)라는 단어를 사용했다는 것이다. 비록 그것은 "아버지와 아들과 성령"이라는 일반적인 공식은 아니었다. 오히려 데오빌루스는 스스로 "하나님, 그분의 말씀(로고)와 그의 지혜(Sophia)"로 표현하였다. 초기 기독교 교회에서는 성령을 하나님의 지혜로 동일시하였다, 이런 표현은 리용의 이레니우스에게도 나타난다.
주의 말씀으로 하늘이 세워졌고, 말씀이 몸과 존재의 실체를 세웠으며, 성령이 질서와 힘의 다양성을 이루게 하였다. 그 말씀은 아들로 불리고 성령은 하나님의 지혜로 불린다.

이 문서는 다음으 사전으로부터 사용되었다. A Dictionary of Christian Biography and Literature to the End of the Sixth Century A.D., with an Account of the Principal Sects and Heresies by Henry Wace.